# Marcel Nourrit
Pas d'image ? Cliquez ici

a Compétitions nationales et continentales officielles uniquement.

b Matchs officiels uniquement.
Marcel Nourrit, né le 10 septembre 1911 à Bègles et mort le 5 mars 2001 à Soulac-sur-Mer, est un joueur de rugby à XV et de rugby à XIII international français évoluant au poste de deuxième ligne, troisième ligne ou pilier dans les années 1930.
Natif de Bègles, il évolue dans les années 1930 au club du CA Bègles en rugby à XV avec lequel il dispute le Championnat de France de rugby à XV. En novembre 1934, avec l'arrivée du néo-rugby, le rugby à XIII, il décide de rejoindre le club de Bordeaux XIII où il reste cinq saisons. Il y connaît le succès d'un titre de Championnat de France en 1937 après une finale disputée en 1936 aux côtés d'Henri Mounès, Raoul Bonamy, Albert Falwasser et Louie Brown.
Parallèlement, ses performances l'amènent à côtoyer l'équipe de France et Nourrit dispute trois rencontres internationales contre l'Australie, l'Angleterre et le Pays de Galles lors de l'année 1938. L'entrée de la France dans la guerre et l'interdiction du rugby à XIII en France l'amène à stopper sa carrière.

## Biographie
En novembre 1934, il fait défection du CA Bègles et rejoint le club de rugby à XIII de Bordeaux.

## Palmarès

### Rugby à XV

#### En club
| Saison    | Saison    | Championnat           | Championnat | Championnat | Championnat | Championnat | Championnat | Championnat |
| Saison    | Saison    | Compétition           | M           | Pts         | Ess.        | Pén.        | Tr.         | Dp.         |
| --------- | --------- | --------------------- | ----------- | ----------- | ----------- | ----------- | ----------- | ----------- |
| 1933-1934 | CA Bègles | Championnat de France | ?           | -           | -           | -           | -           | -           |

### Rugby à XIII
- Collectif : 
  - Vainqueur du Championnat de France : 1937 (Bordeaux).
  - Finaliste (ou vice-champion) du Championnat de France : 1935 et 1936 (Bordeaux).

#### Détails en sélection
| Matchs internationaux d'Émile Bosc | Matchs internationaux d'Émile Bosc | Matchs internationaux d'Émile Bosc | Matchs internationaux d'Émile Bosc | Matchs internationaux d'Émile Bosc | Matchs internationaux d'Émile Bosc | Matchs internationaux d'Émile Bosc | Matchs internationaux d'Émile Bosc | Matchs internationaux d'Émile Bosc | Matchs internationaux d'Émile Bosc | Matchs internationaux d'Émile Bosc | Matchs internationaux d'Émile Bosc |
|                                    | Date                               | Adversaire                         | Résultat                           | Compétition                        | Poste                              | Points                             | Essais                             | Pen.                               | Drops                              |                                    |                                    |
| ---------------------------------- | ---------------------------------- | ---------------------------------- | ---------------------------------- | ---------------------------------- | ---------------------------------- | ---------------------------------- | ---------------------------------- | ---------------------------------- | ---------------------------------- | ---------------------------------- | ---------------------------------- |
| sous les couleurs de la France     |                                    |                                    |                                    |                                    |                                    |                                    |                                    |                                    |                                    |                                    |                                    |
| 1.                                 | 16 janvier 1938                    | Australie                          | 11-16                              | Test-match                         | Deuxième ligne                     | -                                  | -                                  | -                                  | -                                  |                                    |                                    |
| 2.                                 | 20 mars 1938                       | Angleterre                         | 15-17                              | Coupe d'Europe                     | Deuxième ligne                     | -                                  | -                                  | -                                  | -                                  |                                    |                                    |
| 3.                                 | 2 avril 1938                       | Pays de Galles                     | 2-18                               | Coupe d'Europe                     | Deuxième ligne                     | -                                  | -                                  | -                                  | -                                  |                                    |                                    |

#### Statistiques en club
| Saison    | Saison        | Championnat           | Championnat | Coupe           | Coupe      | Sélection | Sélection | Sélection | Sélection | Sélection | Sélection | Sélection |
| Saison    | Saison        | Comp.                 | Class.      | Comp.           | Class.     | Comp.     | M         | Pts       | Ess.      | Buts      | Dp.       |           |
| --------- | ------------- | --------------------- | ----------- | --------------- | ---------- | --------- | --------- | --------- | --------- | --------- | --------- | --------- |
| 1934-1935 | Bordeaux XIII | Championnat de France | 2e          | Coupe de France | 1/2 finale |           |           |           |           |           |           |           |
| 1935-1936 | Bordeaux XIII | Championnat de France | Finaliste   | Coupe de France | 1/2 finale |           |           |           |           |           |           |           |
| 1936-1937 | Bordeaux XIII | Championnat de France | Champion    | Coupe de France | 1/2 finale |           |           |           |           |           |           |           |
| 1937-1938 | Bordeaux XIII | Championnat de France | 1/2 finale  | Coupe de France | 1/4 finale | CE        | 3         | -         | -         | -         | -         |           |
| 1938-1939 | Bordeaux XIII | Championnat de France | 1/2 finale  | Coupe de France | 1/2 finale |           |           |           |           |           |           |           |